# Ramon Sibiuda
Ramon Sibiuda (Catalunya, 1385 - Tolosa, 1436) fou un filòsof català. Tot i que no es tenen dades concretes sobre la seva naixença i origen, actualment no es dubta de la seva catalanitat. Aquesta resulta del seu cognom, malgrat que se'n registren catorze variants (Sabunde, Sabiende, Sabond, Sabonde, Sebon, Sebeyde...) i, especialment, dels pocs rastres que el català literari del seu temps ha deixat en la seva única obra coneguda.
Fou mestre en arts, medicina i teologia, i es llicencià en dret canònic.
Podria haver estat bisbe o abat, ja que en els documents se'l tracta de Reverendus in Christo pater, cosa que és pròpia d'aquests.
Exercí com a professor d'arts i teologia a l'Estudi General de Tolosa, del qual en podria haver estat rector entre el 1429 i el 1435.

## Pensament i obra
Si bé Sibiuda mostra una clara influència lul·lista, en la seva obra s'aparta de l'Art de Ramon Llull, que intenta fondre els coneixements d'índole natural i sobrenatural, i retorna a la tradició agustiniana. Així, dins d'aquesta darrera línia de pensament, les seves fonts i influències provenen de sant Anselm, sant Bernat, sant Bonaventura, Hug i Ricard de Sant Víctor. La seva originalitat rau en el seu antropocentrisme. Tot i ser discutible si era, pròpiament, un humanista (el seu llatí no gaire acurat l'aparta formalment de l'arquetip de l'humanista italià), la seva obra dona resposta a les inquietuds dels humanistes del seu temps, establint un pont de diàleg entre l'especulació medieval i les noves tendències espirituals centrades en el desig de l'ésser humà de conèixer-se a si mateix.
Se'n coneix una única obra, Scientia libri creaturarum siue libri naturae et scientia de homine, que començà a escriure el 1434 i acabà el febrer del 1436, dos mesos abans de morir. L'obra fou llegida per Pico della Mirandola; Pascal en va extreure alguna de les seves idees i Montaigne, a més de traduir-la al francès, va fer-ne una apologia (Apologie de Raimond Sebond), que constitueix un dels seus Essais (Assaigs) més extensos, i que donà immortalitat i fama a Sibiuda.
L'obra havia ja estat profusament editada, i també traduïda, abans de l'edició de la traducció francesa de Montaigne. Així, s'edità per primer cop el 1484, és a dir, uns cinquanta anys després de la seva redacció, i a partir d'aquí tingué una difusió extraordinària. Abans de l'edició de Michel de Montaigne, se n'havien fet, pel cap baix, deu edicions llatines, una traducció francesa (el 1519) i una de neerlandesa.
Se'n feren, també, adaptacions, una d'aquestes, la Viola animae
(1499) del cartoixà flamenc Pere Dorland i una altra, posteriorment, l'Oculus fidei (1661), de Jan Amós Comenius.

## Traducció al català
Jaume de Puig i Oliver, membre de l'IEC, que és qui ha investigat més a fons aquest filòsof català del segle xv, també ha traduït la seva obra al català. Aquesta ha estat publicada en dos volums:
- El llibre de les criatures, capítols 1-222 del Liber creaturarum, Edicions 62, 1992, ISBN 9788429735765.
- Llibre de l'home caigut i redimit, capítols 222 a 230 del Liber creaturarum, Edicions Proa, 1995, ISBN 9788482561219.